# Sea Group
Sea Limited (également connu sous le nom de Sea Group) est une société par actions basée à Singapour. Il a été fondé en 2009 par Forrest Li. Il dirige Garena, un éditeur de jeux vidéo en ligne, et Shopee, une plateforme de commerce électronique qui opère en Asie du Sud-Est. 
Le 20 octobre 2017, Sea a achevé son introduction en bourse et a été cotée à la Bourse de New-York sous le symbole boursier SE lors de la plus grande introduction en bourse jamais réalisée aux États-Unis par une société de technologie d'Asie du Sud-Est.
En 2020, Sea Ltd a considérablement gagné en valeur marchande et a atteint une valeur marchande de 72 milliards de dollars américains le 23 août 2020.